# Jelena Blagojević
Jelena Blagojević (ur. 1 grudnia 1988 w Olovie) – serbska siatkarka, reprezentantka kraju, grająca na pozycji przyjmującej.
Po ukończonym sezonie 2024/2025 postanowiła zakończyć karierę siatkarską.

## Sukcesy klubowe
Mistrzostwo Serbii:
- 2010, 2011

Puchar Serbii:
- 2010, 2011

Puchar Challenge:
- 2016

Puchar Polski:
- 2017, 2022

Mistrzostwo Polski:
- 2017
- 2020, 2021, 2022[5], 2023[6]
- 2019, 2025[7]

Superpuchar Polski:
- 2021, 2022

## Sukcesy reprezentacyjne
Liga Europejska:
- 2012

Grand Prix:
- 2017

Mistrzostwa Europy:
- 2017, 2019
- 2021

Igrzyska Olimpijskie:
- 2020

## Nagrody indywidualne
- 2016: MVP turnieju finałowego Pucharu Challenge
- 2020: Najlepsza przyjmująca turnieju finałowego Pucharu Polski
- 2022: MVP Superpucharu Polski